# Ungersberg
Der Ungersberg (901 m) ist ein Berg am Ostrand der mittleren Vogesen, westlich des Dorfs Reichsfeld im Elsass. Er liegt zwischen dem Tal der Andlau und dem Tal des Giessen (Weilertal - Val de Villé) im Département Bas-Rhin in der Region Grand Est.

## Tourismus
Der vom französischen Weitwanderweg GR 5 berührte Berg kann von Reichsfeld aus über die Auberge Gruckert (580 m) bestiegen werden. Eine weitere Besteigungsmöglichkeit besteht von Villé über Albéville, eine Ortschaft der Gemeinde Albé. Der Vogesenclub hat im Jahr 1894 auf dem Berg einen Aussichtsturm, die Tour Héring, errichtet, von dem aus sich eine weite Sicht auf die elsässische Ebene, den Schwarzwald und auf die umliegenden Berge bot. Mittlerweile überragt der umgebende Baumbestand den Turm, sodass sich keine Aussicht mehr bietet.